# Радиотелецентр РТРС в Еврейской автономной области
Радиотелевизионный передающий центр Еврейской автономной области (филиал РТРС «РТПЦ Еврейской автономной области») — подразделение Российской телевизионной и радиовещательной сети (РТРС) основной оператор цифрового эфирного и аналогового эфирного теле- и радиовещания Еврейской автономной области обеспечивает двадцатью бесплатными цифровыми эфирными телеканалами 99,88% населения области.
Филиал реализовал мероприятия федеральной целевой программы «Развитие телерадиовещания в Российской Федерации на 2009-2018 годы» по созданию в регионе цифровой эфирной телесети. Целью проекта являлось решение социальной проблемы: обеспечение доступа к телевизионной информации всего населения, не зависимо от удаленности от Москвы или регионального центра, а также улучшение качества телеприема.

## История
История телерадиовещания в регионе связана со временем принятия в мае 1934 года президиумом ВЦИК постановления о создании Еврейской автономной области в составе РСФСР. Спустя три года административный центр автономии рабочий посёлок Биробиджан получил статус города.
В ноябре 1938 года газета «Биробиджанская звезда» писала о большом интересе населения к радио.
Чтобы удовлетворить потребности населения и улучшить качество радиовещания, в 1937 году по решению республиканского правительства в Биробиджане началось строительство так называемого «объекта № 428». Официально он был введён в эксплуатацию 4 ноября 1938 года. Официально он был пущен в эксплуатацию 4 ноября 1938 года и включал в себя «точку №1» – передающую станцию, расположенную на 13 км Биршоссе, «точку №2» – приёмную станцию в с.Валдгейм и вещательный узел в городе Биробиджане.
Днём рождения радиотелецентра автономии считается 4 ноября 1938 года. В этот день в Биробиджане государственная комиссия приняла в эксплуатацию радиовещательный передатчик типа «Экстра», который обеспечил радиовещание на Еврейскую автономную область.
В конце 50-х годов группа биробиджанских энтузиастов приступила к первым опытам по приёму телевизионного сигнала. В то время телевидение в СССР только зарождалось, причём в основном в крупных городах. До Биробиджана оно могло дойти значительно позже, если бы не настойчивость членов этой группы.
Основное развитие радиоцентра происходило в 1960-х годах. Началось внедрение новых передающих и приёмных устройств с однополосной модуляцией. На внутриобластные радиосвязи стали работать приёмно-передающие радиостанции мощностью 30 ватт, предназначенные для работы в телеграфном и телефонном режимах.
Так в 1960 году на сопке, возвышающейся над городом, были установлены ретранслятор ТРСО-ЗО и телескопическая мачта с антенной. Оборудование завозили на лошадях. Специалисты, занимавшиеся монтажом и настройкой оборудования, неделями жили в палатках на вершине сопки.
В 1961 году. – построено техническое здание и смонтирована 55-метровая башня.

В 1966 году на радиостанции № 1 был принят в эксплуатацию длинноволновый передатчик чехословацкого производства, который транслировал Первую союзную радиопрограмму. Были построены и смонтированы телеретрансляторы в с. Ленинское, затем в пос. Теплоозерск.

Герб Биробиджана

Стремительное развитие радиовещания продолжилось в 70-е годы. Тогда вступили в эксплуатацию средневолновые передатчики для трансляции Третьей союзной программы и радиостанции «Маяк».
Сразу же после пуска телевидения в Биробиджане началась работа по организации телевещания в области. Было принято решение построить единый телевизионный комплекс в селе Биджан, который бы обеспечивал передачу телесигнала практически на все сёла двух районов. В 1980 году, к открытию Московской Олимпиады, комплекс был сдан в эксплуатацию. Сельские жители, большинство из которых до того не имели доступа к телевидению, получили возможность смотреть сначала Первую, а с 1982 года и Вторую программу Центрального телевидения в цветном изображении. Одновременно были введены в строй УКВ-ЧМ-передатчики, позволившие населению принимать Первую программу и радиопрограмму «Маяк».
В 1970 году началось строительство нового ретранслятора в Биробиджане. Через год на сопке появились уникальная по исполнению телевизионная башня высотой 225м. Она уже давно стала символом Биробиджана, красуется на его гербе.
В 1987 году областной радиоцентр был переименован в областной радиотелевизионный передающий центр.
С середины 90-х годов филиал РТРС «РТПЦ Еврейской автономной области» развивает кабельное телевидение. Построенная для этой цели волоконно-оптическая линия позволила предприятию стать также одним из поставщиков сети интернета.
В 2002 году радиотелецентр вошёл в состав РТРС на правах филиала.

## Деятельность
В 2003 году была смонтирована и запущена в строй региональная спутниковая станция. Этим была решена проблема подачи качественного телесигнала с региональной врезкой во все населённые пункты автономии.
3 декабря 2009 года постановлением Правительства Российской Федерации № 985 была утверждена федеральная целевая программа «Развитие телерадиовещания в Российской Федерации на 2009-2018 годы», которая определила этапы и сроки реализации перехода страны на цифровые технологии в телевещании. Филиал выполнил мероприятия федеральной целевой программы «Развитие телерадиовещания в Российской Федерации на 2009-2018 годы» и создал в регионе цифровую эфирную телесеть из 27 передающих станций. 156 тысяч жителей региона получили равный доступ к федеральным телеканалам в цифровом качестве
В список первой очереди цифровизации вошли двенадцать регионов Дальнего Востока и Восточной Сибири. В их число вошла и Еврейская АО.
За 2010-2018 годы филиал РТРС «РТПЦ ЕАО» создал в Еврейской автономной области сеть цифрового эфирного телерадиовещания. Было построено 27 передающих станций телесети.
10 июня 2011 года филиал начал тестовую трансляцию телеканалов первого мультиплекса с новой станции в п. Хинганск, с октября 2011 года - трансляцию первого мультиплекса по всему региону. В феврале 2014 года в регионе началась трансляция второго мультиплекса цифровых телеканалов.
В дни празднования 75-летия города Биробиджана в сентябре 2012 года телебашня на сопке Тихонькой, получила многоцветную динамическую подсветку. Эта башня высотой 225 м — один из символов города. Благодаря подсветке она стала высотной доминантой Биробиджана.
В июне 2013 года РТРС начал трансляцию региональных программ ГТРК «Бира» в эфире каналов первого мультиплекса «Россия 1» и «Россия 24». 14 ноября 2013 года радиотелецентр отметил 75-летний юбилей. В этот день была открыта мемориальная доска Израилю Михайловичу Гершковичу — первому директору радиотелецентра, заслуженному связисту СССР, который стоял у истоков эфирного телевизионного вещания в Биробиджане.
В декабре 2018 года в Еврейской автономной области начали работу все передатчики второго мультиплекса. На 1 января 2019 года цифровой телесигнал стал доступен для 99,88% населения области.
3 июня 2019 года состоялось отключение аналогового вещания в Еврейской автономной области. Завершилась масштабная программа перехода на цифровое телевидение. Проект цифровизации телевидения в ЕАО успешно реализован. Доступ к современному, высокотехнологичному телевидению сегодня имеют все телезрители области.
29 ноября 2019 года филиал РТРС в Еврейской автономной области начал цифровую трансляцию программ телеканала «21 НТК» в сетке телеканала ОТР.
Построенная для целей кабельного вещания ВОЛС (Волоконно-оптические линии связи) дала возможность предприятию стать поставщиком услуг интернета. Сеть передачи данных в Биробиджане была введена в эксплуатацию в сентябре 2010 года. В апреле 2013 года филиал РТРС в Еврейской автономной области завершил работы по проекту «Сеть передачи данных и телематических служб» в одном из самых отдаленных сел автономии - Амурзете. В 2016 году была построена и запущена в эксплуатацию ВОЛС в г. Облучье, а с 2017 года в п. Кульдур Еврейской автономной области, что позволило предоставлять услуги связи для целей кабельного вещания и интернет местному населению.

## Организация вещания
РТРС транслирует в Еврейской автономной области:
- 20 телеканалов и три радиостанции[45] в цифровом формате;
- семь телеканалов и три радиостанции в аналоговом формате.

Инфраструктура эфирного телерадиовещания филиала РТРС в Еврейской автономной области включает:
- областной радиотелецентр;
- три производственных подразделения;
- центр формирования мультиплексов;
- 27 передающих станций;
- 31 АМС (из них 4 промежуточных);
- 86 приемных земных спутниковых станций;
- 31 радиорелейную станцию;
- 835,2 км радиорелейных линий связи.[46]

## Социальная ответственность
19 марта 2020 года заключен коллективный договор РТРС на 2020—2023 годы. В новом коллективном договоре РТРС сохранены действующие социальные льготы и гарантии для работников, в том числе более 30 социальных льгот сверх предусмотренных Трудовым кодексом РФ.

## Награды
- По итогам 2013 года «РТПЦ Еврейской автономной области» был признан лучшим филиалом РТРС в группе предприятий с численностью от 110 до 300 человек.[48]
- По итогам 2019 года «РТПЦ Еврейской автономной области» стал победителем ежегодного корпоративного конкурса в номинации «Филиал года» среди филиалов с численностью сотрудников от 100 до 240 человек.[49]
- Два сотрудника филиала награждены «Медалью за заслуги перед Отечеством II степени».[50][51]
- Директор филиала Владимир Коновалов был удостоен медали ордена «За заслуги перед отечеством I степени».[52][53]